# Mastitis granulomatosa
La mastitis granulomatosa es pot dividir en mastitis granulomatosa idiopàtica (MGI, també coneguda com a mastitis lobular granular) i mastitis granulomatosa, que es produeix com a complicació secundària rara d'una gran varietat d'altres condicions com ara tuberculosi i altres infeccions, sarcoïdosi i granulomatosi amb poliangiïtis. Les formes especials de mastitis granulomatosa es produeixen com a complicació de la diabetis. Alguns casos es deuen a la injecció de silicona (inflamació granulomatosa induïda per la silicona) o a altres reaccions de cos estrany.
La mastitis granulomatosa idiopàtica (MGI) es defineix com una mastitis granulomatosa sense cap altra causa atribuïble com les esmentades anteriorment. Es produeix de mitjana dos anys i gairebé exclusivament fins a sis anys després de l'embaràs; la franja d'edat habitual és de 17 a 42 anys. S'han informat alguns casos relacionats amb la hiperprolactinèmia induïda per fàrmacs. Excepcionalment poques vegades s'ha diagnosticat durant l'embaràs i en homes.
La presentació primària de qualsevol d'aquestes condicions com a mastitis és molt rara i, en molts casos, probablement predisposada per altres afeccions mamàries o sistèmiques. Tot i que la mastitis granulomatosa es confon fàcilment amb el càncer, és una afecció completament benigna (no cancerosa). El tractament és radicalment diferent per a la mastitis granulomatosa idiopàtica i altres lesions granulomatoses de la mama, per la qual cosa el diagnòstic precís és molt important.

## Símptomes
La majoria de les pacients presenten un bony dur en un pit sense cap signe de malaltia sistèmica. Altres símptomes possibles inclouen retracció del mugró, dolor, inflamació de la pell sobrejacent, secreció del mugró, fístula, ganglis limfàtics augmentats, en casos rars canvis semblants a la pell de taronja. La presentació és majoritàriament unilateral tot i que una part important dels casos és bilateral, també en molts casos es van documentar recurrències contralaterals o bilaterals. Es van documentar diversos casos juntament amb febre, poliartràlgia i eritema nodós.

## Diagnosi
Les característiques de la mastitis granulomatosa idiopàtica són les cèl·lules gegants multinucleades i els histiòcits epitelioïdes que formen granulomes no caseants al voltant dels lòbuls. Sovint hi ha una inflamació ductal i periductal menor. La lesió és en alguns casos molt difícil de distingir del càncer de mama i d'altres causes com ara infeccions (tuberculosi, sífilis, infecció corinebacteriana, infecció micòtica), malalties autoimmunes (sarcoidosi, granulomatosi amb poliangiïtis), reacció de cos estrany i reacció granulomatosa en un carcinoma, que s'han d'excloure.
La condició es diagnostica molt poques vegades. Com que el diagnòstic és un diagnòstic diferencial llarg d'exclusió, hi ha una incertesa considerable sobre la incidència. S'ha sospitat que alguns casos diagnosticats com a MGI als països en desenvolupament poden tenir altres explicacions. D'altra banda, el MGI sol diagnosticar-se només després de complicacions i derivació a un centre d'atenció secundària de mama, de manera que els casos lleugers poden resoldre's espontàniament o després d'un tractament simptomàtic i, per tant, mai es diagnostiquen com a MGI. Com que un pit completament lliure de patògens serà extremadament rar fins i tot en població completament sana, també hi ha incertesa quan considerar els patògens com a causants o com a simple troballa casual.

## Causes de la mastitis granulomatosa idiopàtica (MGI)
No es coneixen les causes. La histologia suggereix una reacció autoimmune. L'elevada taxa de recaigudes, així com la proporció relativament alta de casos bilaterals, suggereix altament una predisposició sistèmica. Actualment, la majoria de l'evidència apunta cap a un paper important dels nivells elevats de prolactina o d'una hiperprolactinèmia oberta amb desencadenants addicionals com ara un trauma o irritació local. Es va documentar la deficiència d'alfa 1-antitripsina en un cas, la teràpia d'interferó-alfa en un altre cas. Es van informar casos similars de mastitis granulomatosa en la malaltia relacionada amb IgG4, tot i que la relació exacta amb la MGI encara està per dilucidar. Es van investigar altres factors que contribueixen a la MGI, com ara l'ús d'anticonceptius orals. Es van notificar molts casos després de l'ús de medicaments que augmenten la prolactina com els antipsicòtics.
Els nivells elevats de prolactina tenen els efectes directes d'augmentar l'activitat secretora dels lòbuls mamaris, mantenir les unions estretes de l'epiteli ductal, prevenir la involució de la glàndula mamària després del deslletament i se sap que estimulen el sistema immunitari, contribuint a lesions granulomatoses fisiològiques i patològiques i granulomes no caseants. La prolactina també es secreta localment a la mama i la secreció local dels limfòcits es pot millorar durant les reaccions inflamatòries. Se suposa que la reacció autoimmune al líquid luminal ric en greixos extravasats i proteïnes (llet desnaturalitzada) resultant de l'activitat secretora és un dels desencadenants de la MGI. Diverses altres hormones poden contribuir a la senyalització de prolactina a la glàndula mamaria, els nivells elevats d'insulina causats, per exemple, per la resistència a la insulina perifèrica (com a conseqüència de l'embaràs, la diabetis gestacional o el desenvolupament de diabetis mellitus tipus 2) milloraran els efectes galactogènics i antiapoptòtics de la prolactina i l'hormona del creixement actuant de manera sinèrgica amb IGF-1.

### Microbiologia
La presència de Corynebacterium en la mastitis granulomatosa es va informar per primera vegada l'any 1996. Des de llavors, múltiples informes han confirmat la presència d'aquest gènere en la mastitis granulomatosa.
L'espècie més aïllada és Corynebacterium kroppenstedtii. S'ha descrit un medi selectiu per a l'aïllament d'aquesta espècie. Aquest organisme, aïllat per primera vegada de l'esput humà l'any 1998, requereix lípids per al seu creixement, que poden ajudar a explicar la seva associació amb aquesta malaltia.

## Tractament
Els protocols de tractament no estan ben establerts. Algunes fonts informen que aproximadament la meitat de les pacients es recuperaran completament després de 2-24 mesos de gestió. Una revisió va recomanar la resecció completa o la teràpia amb corticoides, afirmant també que es va indicar un seguiment a llarg termini a causa d'una alta taxa de recurrència. El tractament amb esteroides sol requerir uns 6 mesos. Tot i que algunes fonts informen d'un èxit molt bo amb esteroides, la majoria informen d'un risc considerable de recurrència després d'un tractament amb esteroides sols. Se sap que els esteroides causen elevació dels nivells de prolactina i augmenten el risc de diverses afeccions com la diabetis i altres endocrinopaties que, al seu torn, augmenten el risc de MGI. Per al tractament quirúrgic, s'han informat taxes de recurrència del 5-50%.
El tractament amb una combinació de glucocorticoides i medicaments per reduir la prolactina com la bromocriptina o la cabergolina es va utilitzar amb bon èxit a Alemanya. També s'ha informat que la medicació que redueix la prolactina redueix el risc de recurrència. En els casos d'hiperprolactinèmia induïda per fàrmacs (com els antipsicòtics) es poden provar medicaments que estalvien prolactina.
El metotrexat sol o en combinació amb esteroides s'ha utilitzat amb bon èxit. El seu principal mecanisme d'acció és l'activitat immunomoduladora, amb un perfil d'efectes secundaris més favorable per al tractament de la MGI. També s'han utilitzat colquicina, azatioprina i AINE.